# الاتصالات في بوروندي
الاتصالات في بوروندي، تشمل الإذاعة والتلفزيون والهواتف الثابتة والمتنقلة والإنترنت والخدمات البريدية في بوروندي.

## الإذاعة والتلفزيون
الراديو هو المصدر الرئيسي للمعلومات للعديد من البورونديين.
- محطات الراديو:«إل أيه» للبث الأداعي والتلفزيون
  - ناتشرول دي إي بوروندي (أر تي ان بي)، المذيع الذي تسيطر عليه الدولة، يدير شبكة الإذاعة الوطنية الوحيدة التي تبث باللغات الكيروندية والسواحيلية والفرنسية والإنجليزية؛ [1] ما يقرب من 10 محطات إذاعية مملوكة للقطاع الخاص تعمل؛ بث العديد من المحطات الدولية متاح في أكبر مدينة، بوجومبورا (2007).[2]
  - لا توجد محطات راديو AM وأربع محطات FM ومحطة واحدة على الموجات القصيرة (2001).[3]
  - محطتان AM ومحطتان FM ولا توجد محطات موجات قصيرة (1998).[4]
- أجهزة الراديو: 440.000 جهاز راديو قيد الاستخدام (1997).[5] [بحاجة لتحديث]
- محطات التلفزيون:
  - La Radiodiffusion Nationale de Burundi (أر ان تي بي)، الشبكة الوطنية التي تسيطر عليها الدولة، تبث باللغات الكيروندية والسواحيلية والفرنسية والإنجليزية (2013)؛ و
  - تيلي رنيسانس، محطة خاصة تم إطلاقها في عام 2008 (2013).
  - BeTV قناة تلفزيونية خاصة تم إطلاقها في عام 2017.
- أجهزة التلفزيون: 25000 جهاز قيد الاستخدام (1997). [بحاجة لتحديث]

تبث خدمة بي بي سي العالمية على موجة 90.2 FM في أكبر مدينة وعاصمة سابقة، بوجومبورا، وعلى 105.6 في جبل مانغا؛ كما يتوفر راديو فرنسا الدولي وصوت أمريكا في العاصمة.

## الهواتف
- رمز الاتصال: +257 [2]
- بادئة المكالمة الدولية: 00 [6]
- نظام الهاتف:
  - في عام 2011، تم وصف النظام بأنه الاتصالات الهاتفية الراديوية والأسلاك المفتوحة المتفرقة ومرحلات راديو الميكروويف منخفضة السعة؛ كثافة الهاتف هي من أدنى المعدلات في العالم؛ تكون توصيلات الخطوط الثابتة أقل بكثير من 1 لكل 100 شخص؛ يتزايد استخدام الهواتف الخلوية المتنقلة ولكنه يظل 20 تقريبًا لكل 100 شخص؛
  - في عام 2010، تم وصف النظام بأنه «بدائي» مع «واحدة من أدنى» كثافة هاتفية في العالم واستخدام «متزايد... لكن ضئيل» للهواتف المحمولة؛ كان عدد توصيلات الهاتف الثابت أقل بكثير من واحد لكل 100 شخص؛ ما يقرب من خمسة هواتف محمولة مستخدمة لكل 100 شخص؛ يتكون نظام الهاتف المحلي من اتصالات الهاتف الراديوي ذات الأسلاك المفتوحة، بالإضافة إلى مرحلات راديو الميكروويف منخفضة السعة.[3]
- الخطوط الرئيسية:
  - 17400 خط قيد الاستخدام، المرتبة 193 في العالم (2012)؛
  - 30400 سطراً قيد الاستخدام، المرتبة 178 في العالم (2008)، بانخفاض عن 2006 ؛
  - 35000 سطر قيد الاستخدام (2006)؛ [7]
  - 27000 خط قيد الاستخدام (2005)؛ [5]
  - 17000 سطر قيد الاستخدام (1995).[4]
- الخطوط الخلوية المتنقلة:
  - 2.2 مليون خط، 140 في العالم (2012)؛
  - 480600 سطر، رقم 156 في العالم (2008)، زيادة كبيرة، تضاعف الرقم تقريبًا عن عام 2006 ؛
  - 250000 خط (2006)؛
  - 153000 خط (2005)؛
  -        343 سطرًا (1995).
- المحطات الأرضية الساتلية: محطة واحدة تديرها انتلسات في منطقة المحيط الهندي (2008).

## الإنترنت
- نطاق المستوى الأعلى للإنترنت: .bi [3]
- مستخدمو الإنترنت:
  - 128.799 مستخدمًا، المرتبة 167 في العالم؛ 1.2٪ من السكان، 208 في العالم (2012)؛ [8][9]
  -   65000 مستخدم، 167 في العالم (2008)؛
  -   60 ألف مستخدم (2006).[7]
- النطاق العريض الثابت: 422 اشتراكًا، المرتبة 189 في العالم؛ أقل من 0.05٪ من السكان، المرتبة 191 في العالم (2012).[10]
- النطاق العريض اللاسلكي: غير معروف (2012).[11]
- مضيفو الإنترنت:
  - 229 مضيف. المرتبة 198 في العالم (2012)؛ [2]
  - 191 دولة مضيفة، المرتبة 189 في العالم (2009)؛
  - 162 مضيفًا (2008).
- IPv4 : 5,376 عنوانًا مخصصًا، أقل من 0.05٪ من الإجمالي العالمي، 0.5 عنوان لكل 1000 شخص (2012).[12][13]

### الرقابة على الإنترنت والمراقبة
لا توجد قيود حكومية على الوصول إلى الإنترنت أو تقارير موثوقة تفيد بأن الحكومة تراقب البريد الإلكتروني أو غرف الدردشة على الإنترنت. تعمل في مناخ سياسي مضطرب، وسائل الإعلام بوروندي هي خاضعة للحكومة في بعض الأحيان الرقابة وقد تمارس الرقابة الذاتية.
ينص الدستور والقانون على حرية التعبير والصحافة، وتحترم الحكومة بشكل عام هذه الحقوق. يحظر القانون على وسائل الإعلام نشر رسائل "كراهية " أو استخدام لغة مسيئة أو تشهيرية ضد الموظفين العموميين الذين يتصرفون في دورهم الرسمي بما من شأنه الإضرار بكرامة الوظيفة العامة أو احترامها. تحظر قوانين التشهير النشر العلني للمعلومات التي تعرض أي شخص لـ " الازدراء العام " وتفرض عقوبات بالسجن والغرامات. جريمة الخيانة، التي تشمل إضعاف معنويات الجيش أو الأمة عن عمد بطريقة تعرض الدفاع الوطني للخطر في زمن الحرب، يعاقب عليها بالسجن المؤبد. إنها جريمة لأي شخص أن ينشر أو ينشر عن قصد شائعات كاذبة من المحتمل أن تثير قلق الجمهور أو تثيره ضد الحكومة أو تشجع على حرب أهلية. من غير القانوني لأي شخص أن يعرض رسومات أو ملصقات أو صورًا أو أشياء أخرى قد تزعج السلم العام. وتتراوح العقوبات بين السجن لمدة شهرين وثلاث سنوات والغرامات. يزعم بعض الصحفيين والمحامين وقادة الأحزاب السياسية والمجتمع المدني والمنظمات غير الحكومية أن الحكومة تستخدم هذه القوانين لترهيبهم ومضايقتهم.

## الخدمة البريدية
(أر ان بي)، «الإدارة الوطنية للبريد، Régie Nationale des Postes» هي المسؤولة عن الخدمة البريدية في بوروندي. تعمل شركة أر ان بي كشركة مستقلة مملوكة للدولة منذ عام 1992، وتقدم تقاريرها إلى وزارة التجارة والصناعة والبريد والسياحة منذ عام 2010.

## الروابط الخارجية
- NIC.bi ، التسجيل لنطاق.bi.
- Radio Télévision Nationale du Burundi (RTNB)، الإذاعة الوطنية لبوروندي.